# متجر تطبيقات

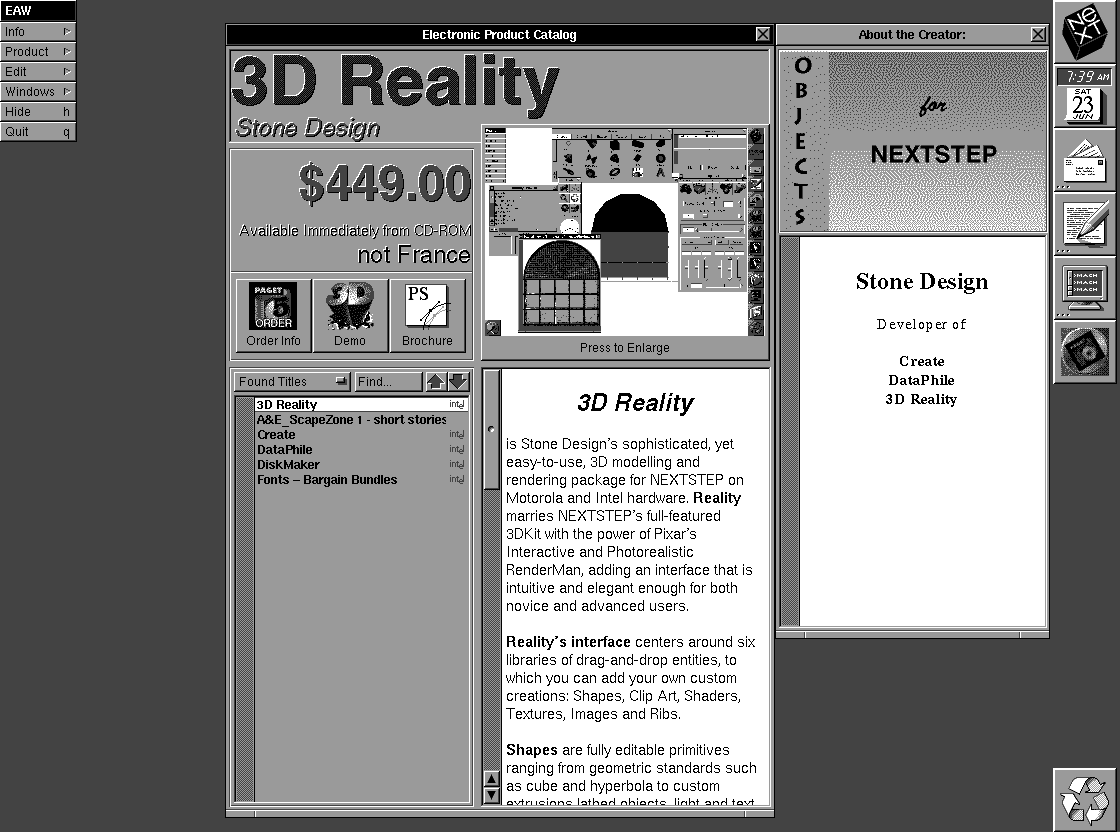

متجر التطبيقات (أو سوق التطبيقات ) هو نوع من منصة التوزيع الرقمية لبرامج الكمبيوتر تسمى التطبيقات، غالبًا في سياق المحمول. توفر التطبيقات مجموعة محددة من الوظائف التي لا تتضم ، بحكم تعريفها، تشغيل الكمبيوتر نفسه. قد يكون للبرامج المعقدة المصممة للاستخدام على جهاز كمبيوتر شخصي، على سبيل المثال، تطبيق ذو صلة مصمم للاستخدام على جهاز محمول. تم تصميم التطبيقات اليوم بشكل طبيعي لتعمل على نظام تشغيل معين - مثل نظام آي أو إس أوماك أو إس أو مايكروسوفت ويندوز أو أندرويد المعاصر - ولكن في الماضي كانت شركات الجوال تمتلك بواباتها الخاصة للتطبيقات ومحتوى الوسائط ذات الصلة.

## مبدأ اساسي
متجر التطبيقات هو أي واجهة متجر رقمية تهدف إلى السماح بالبحث ومراجعة عناوين البرامج أو الوسائط الأخرى المعروضة للبيع إلكترونيًا. بشكل حاسم، توفر واجهة التطبيق نفسها تجربة آمنة وموحدة تعمل على أتمتة الشراء الإلكتروني وفك تشفير وتثبيت تطبيقات البرامج أو الوسائط الرقمية الأخرى.
تنظم متاجر التطبيقات عادةً التطبيقات التي تقدمها بناءً على: الوظيفة (الوظائف) التي يوفرها التطبيق (بما في ذلك الألعاب أو الوسائط المتعددة أو الإنتاجية) والجهاز الذي تم تصميم التطبيق من أجله ونظام التشغيل الذي سيتم تشغيل التطبيق عليه.
عادةً ما تأخذ متاجر التطبيقات شكل متجر عبر الإنترنت، حيث يمكن للمستخدمين تصفح فئات التطبيقات المختلفة هذه، وعرض معلومات حول كل تطبيق (مثل المراجعات أو التقييمات)، والحصول على التطبيق (بما في ذلك شراء التطبيق، إذا لزم الأمر - يتم تقديم العديد من التطبيقات بدون تكاليف). يتم تقديم التطبيق المحدد كتنزيل تلقائي، وبعد ذلك يتم تثبيت التطبيق. قد تتضمن بعض متاجر التطبيقات أيضًا نظامًا لإزالة برنامج مثبت تلقائيًا من الأجهزة في ظل ظروف معينة، بهدف حماية المستخدم من البرامج الضارة.
توفر متاجر التطبيقات عادةً طريقة للمستخدمين لتقديم المراجعات والتقييمات. هذه المراجعات مفيدة للمستخدمين الآخرين وللمطورين ولأصحاب متاجر التطبيقات. يمكن للمستخدمين تحديد أفضل التطبيقات استنادًا إلى التقييمات، ويحصل المطورون على تعليقات حول الميزات التي يتم الإشادة بها أو التي لا تحبها، وأخيرًا، يمكن لأصحاب متاجر التطبيقات اكتشاف التطبيقات السيئة والمطورين الضارين من خلال تحليل المراجعات تلقائيًا باستخدام تقنيات استخراج البيانات.
يتم تنظيم العديد من متاجر التطبيقات من قبل مالكيها، مما يتطلب خضوع عمليات إرسال التطبيقات المرتقبة لعملية الموافقة. يتم فحص هذه التطبيقات للتأكد من امتثالها لإرشادات معينة (مثل تلك الخاصة بمراقبة الجودة والرقابة )، بما في ذلك اشتراط تحصيل عمولة على كل عملية بيع لتطبيق مدفوع. تقدم بعض متاجر التطبيقات ملاحظات للمطورين: عدد عمليات التثبيت، والمشكلات في المجال (الكمون، الأعطال، إلخ. ).
اقترح الباحثون ميزات جديدة لمتاجر التطبيقات. على سبيل المثال، يمكن لمتجر التطبيقات تقديم إصدار فريد ومتنوع من التطبيق من أجل الأمان. يمكن لمتجر التطبيقات أيضًا تنسيق المراقبة وإصلاح الأخطاء لاكتشاف الأعطال في التطبيقات وإصلاحها.